# توقف مبكر
التوقف المبكر في تعلم الآلة شكلٌ من أشكال التنظيم المستخدم لتجنب فرط الملاءمة عند تدريب المتعلم بطريقة تكرارية، مثل خوارزمية أصل التدرج. تعمل هذه الأساليب على تحديث المتعلم لجعله مناسبًا لبيانات التدريب مع كل تكرار أكثر من ذي قبل. يؤدي هذا إلى حد ما إلى تحسين أداء المتعلم على البيانات خارج مجموعة التدريب. ومع ذلك، بعد هذه النقطة، فإن تحسين ملاءمة المتعلم لبيانات التدريب يأتي على حساب زيادة خطأ التعميم. توفر قواعد الإيقاف المبكر إرشادات حول عدد التكرارات التي يمكن تنفيذها قبل أن يبدأ المتعلم في الإفراط في الملاءمة. استُخدمت قواعد الإيقاف المبكر في العديد من أساليب التعلم الآلي المختلفة، مع كميات متفاوتة من الأساس النظري.